# تارسزین
تارسزین (به لاتین: Tarczyn) یک شهر و گمینا در لهستان است که در گمینا تارچن واقع شده‌است. تارسزین ۵٫۲۴ کیلومتر مربع مساحت و ۳٬۸۸۶ نفر جمعیت دارد و ۱۴۰ متر بالاتر از سطح دریا واقع شده‌است.